# Inspiegabile
Inspiegabile è un singolo dei cantanti italiani Francesco Renga e Nek, pubblicato l'8 settembre 2023 come terzo estratto dall'album in studio RengaNek.

## Video musicale
Il video, diretto da Marc Lucas, è stato reso disponibile il 15 settembre 2023 attraverso il canale YouTube di Renga.